# Équipe d'Irlande de rugby à XV au Tournoi des Cinq Nations 1982
L'Équipe d'Irlande de rugby à XV au Tournoi des Cinq Nations 1982 termine première avec trois victoires à son actif et une défaite contre l'équipe de France. L'Irlande remporte aussi le Tournoi en 1983 et 1985.

## Effectif
Dix-neuf joueurs ont contribué à ce succès, sous la conduite de leur capitaine, Ciaran Fitzgerald. 

### Première ligne
- Phil Orr
- Ciaran Fitzgerald (capitaine)
- Gerard McLoughlin

### Deuxième ligne
- Donal Lenihan
- Moss Keane

### Troisième ligne
- Fergus Slattery
- John O'Driscoll
- Willie Duggan
- Ronan Kearney

### Demi de mêlée
- Robbie McGrath

### Demi d’ouverture
- Ollie Campbell

### Trois quarts centres
- Paul Dean
- David Irwin
- Michael Kiernan

### Trois quarts ailes
- Moss Finn
- Trevor Ringland
- Keith Crossan

### Arrières
- Hugo MacNeill
- John Murphy

## Résultats des matches
- 23 janvier : victoire 20-12 contre l'équipe du pays de Galles à Dublin
- 6 février : victoire 16-15 contre l'équipe d'Angleterre à Twickenham
- 20 février : victoire 21-12 contre l'équipe d'Écosse à Dublin
- 20 mars : défaite 22-9 contre l'équipe de France à Paris.

## Statistiques

### Meilleur réalisateur
- Ollie Campbell : 46 points

### Meilleur marqueur d'essais
- Moss Finn : 2 essais